# Till Gloger
Till David Gloger (* 26. Januar 1993 in Bochum) ist ein deutscher Basketballspieler.

## Spielerlaufbahn
Gloger stammt aus dem Bochumer Stadtteil Wiemelhausen, betrieb in der Jugend beim TV Wattenscheid 01 Leichtathletik (seine Spezialdisziplinen waren Hochsprung und Hürdenlauf) und spielte Basketball für die BG Südpark Bochum. In der Saison 2009/10 lief er für die Spielgemeinschaft der Metropol Baskets Ruhr in der Nachwuchs-Basketball-Bundesliga (NBBL) auf und wechselte zur Saison 2010/11 zu den Paderborn Baskets. Für die Ostwestfalen kam er ebenfalls in der NBBL zum Einsatz und wurde nach seiner zweiten Saison (2011/12) als NBBL-Spieler des Jahres ausgezeichnet. 2011 hatte er mit Paderborn das Endspiel des Deutschen Jugendpokals in der Altersklasse U18 erreicht.
Zwischen 2012 und 2016 spielte und studierte Gloger an der University of Maine in den Vereinigten Staaten. Bezüglich der statistischen Werte war die Saison 2014/15 seine beste in Übersee, er erzielte in jenem Spieljahr in 30 Partien im Durchschnitt 11,5 Punkte sowie 4,8 Rebounds.
Nach dem Ende seiner Collegelaufbahn im Frühjahr 2016 entschloss sich Gloger zum Schritt in den Profibasketball und kehrte dafür zu den Paderborn Baskets aus der 2. Bundesliga ProA zurück. Vom Internetdienst eurobasket.com wurde er zum „Liganeuling des Jahres“ gekürt, nachdem er in 30 Spielen während der Saison 2016/17 Mittelwerte von 14,5 Punkten sowie 4,5 Rebounds erzielte.
Zur Saison 2017/18 wechselte Gloger zum Bundesliga-Aufsteiger Mitteldeutscher BC. Für den MBC stand er in 29 Bundesliga-Spielen auf dem Feld und erzielte im Durchschnitt 3,7 Punkte je Begegnung. Anfang Juni 2018 wurde Gloger von den Gladiators Trier verpflichtet, wechselte somit in die 2. Bundesliga ProA zurück. Aufgrund einer Ellenbogenverletzung, die eine Operation notwendig machte, fiel Gloger zu Beginn der Saison 2018/19 aus. In der Saison 2019/20 war Gloger mit einem Schnitt von 15,8 Punkten je Begegnung bester deutscher Korbschütze der 2. Bundesliga ProA.
In der Sommerpause 2020 unterschrieb Gloger einen Vertrag bei Triers Zweitligakonkurrent Rostock Seawolves. 2022 gelang ihm mit den Hanseaten der Bundesliga-Aufstieg. Mitte Februar 2025 verließ Gloger die Norddeutschen. Gloger wirkte in den Rostocker Farben an insgesamt 136 Spielen mit, in denen er 1041 Punkte erzielte. Anfang März 2025 gab die vom deutschen Trainer Sebastian Gleim betreute neuseeländische Mannschaft Franklin Bulls Glogers Verpflichtung bekannt.
Zur Saison 2025/26 kehrte er nach Deutschland zurück und wurde Spieler des Zweitligisten Gießen 46ers.

### Nationalmannschaft
Im Sommer 2017 wurde er erstmals in den Kader der deutschen A2-Nationalmannschaft berufen. Im August 2017 nahm er mit der deutschen Studentennationalmannschaft an der Sommer-Universiade 2017 in Taipeh teil.